# Larchamp, Mayenne

Larchamp este o comună în departamentul Mayenne, Franța. În 2009 avea o populație de 1,048 de locuitori.